# Григорьев, Владислав Викторович
Владисла́в Ви́кторович Григо́рьев (род. 10 января 1997, Караганда) — казахстанский легкоатлет, специалист по бегу на короткие дистанции. Выступал за сборную Казахстана по лёгкой атлетике в 2010-х годах, многократный победитель и призёр первенств республиканского значения, действующий рекордсмен Азии в эстафете 4 × 200 метров, участник Азиатских игр в Джакарте и других крупных международных стартов. Представлял Караганду. Мастер спорта международного класса Республики Казахстан.

## Биография
Владислав Григорьев родился 10 января 1997 года. Занимался лёгкой атлетикой в Караганде, проходил подготовку под руководством тренера Николая Ивановича Барсанова.
Впервые заявил о себе на международном уровне в сезоне 2014 года, когда вошёл в состав казахстанской сборной и после успешного выступления на азиатском квалификационном турнире в Бангкоке принял участие в юношеских Олимпийских играх в Нанкине, где в беге на 200 метров остановился на предварительном квалификационном этапе.
В 2016 году в дисциплине 200 метров одержал победу на чемпионате Казахстана в Алма-Ате. На юниорском азиатском первенстве в Хошимине в дисциплинах 100 и 200 метров стал седьмым и пятым соответственно. На юношеском мировом первенстве в Быдгоще дошёл до стадии полуфиналов в 200-метровом беге.
В 2017 году вновь превзошёл всех соперников на чемпионате Казахстана в Алма-Ате. Бежал 100 и 200 метров на чемпионате Азии в Бхубанешваре и на Всемирной Универсиаде в Тайбэе, выступил в беге на 60 метров на Азиатских играх по боевым искусствам и состязаниям в помещениях в Ашхабаде.
В январе 2018 года на зимнем чемпионате Казахстана в Усть-Каменогорске вместе с партнёрами по карагандинской команде установил ныне действующие рекорд Азии и рекорд Казахстана в эстафете 4 × 200 метров в помещении. Помимо этого, занял восьмое место в дисциплине 60 метров на чемпионате Азии в помещении в Тегеране, бежал 200 метров и эстафету 4 × 100 метров на Азиатских играх в Джакарте.
В 2019—2022 годах выступал в основном на местных соревнованиях в Казахстане.